# Meike de Jong
Meike de Jong (Tilburg, 23 maart 1979) is een Nederlandse nieuwslezeres en journaliste.
De Jong studeerde af in de richting televisie aan de Academie voor Journalistiek in Tilburg, voordat ze in 2000 begon bij Omroep Brabant. Aanvankelijk was ze redacteur en verslaggeefster voor Brabant Nieuws, in 2004 werd ze een van de vaste presentatrices van het nieuwsbulletin. Daarnaast presenteerde ze het scholierenspel 'Brabant Battle'.
In 2011 begon De Jong bij RTL Nieuws als redactrice voor het ontbijtnieuws. Ook sprak ze regelmatig items in voor deze uitzendingen. In juni 2013 presenteerde De Jong driemaal het RTL Ontbijtnieuws, omdat beide presentatoren met verlof waren. Aansluitend was zij de vaste invaller voor Jan de Hoop. Sinds 2014 presenteert De Jong eens per twee weken de nieuwsuitzendingen op zondag en valt ze regelmatig in bij het RTL Z Nieuws op RTL Z en bij Editie NL. Sinds de zomer van 2015 valt De Jong ook in voor Anita Sara Nederlof en Daphne Lammers in de avonduitzendingen. Van 2019-2022 was ze samen met Jan de Hoop het vaste gezicht van het RTL Ontbijtnieuws; De Jong presenteert op de maandag en vrijdag het ontbijtnieuws.
Naast haar werkzaamheden bij RTL Nieuws is De Jong ook dagvoorzitter en valt ze in als nieuwslezer bij meerdere radiozenders, waaronder Radio 538, Radio 10 en Qmusic.